# Nové Mitrovice
Obec Nové Mitrovice (německy Neu-Mitrowitz) se nachází v okrese Plzeň-jih, kraj Plzeňský. Žije zde 356 obyvatel. Nové Mitrovice leží 30 km jihovýchodně od Plzně a leží v jižní části Brd. Pod obec spadají části Nové Mitrovice, Mítov, Nechanice a Planiny.

## Historie
První písemná zmínka o vesnici pochází z roku 1626.

## Obecní správa

### Části obce
- Nové Mitrovice
- Mítov
- Nechanice
- Planiny

V letech 1880–1890 k obci patřil i Chynín.

### Členství ve sdruženích
Obec je členem sdružení Čechy nad zlato, které vzniklo v roce 1996 za účelem ochrany životního prostředí v oblastech ohrožených průzkumem ložisek a těžbou zlata.

## Pamětihodnosti
- Kostel svatého Jana Nepomuckého

- Kříž u kostela

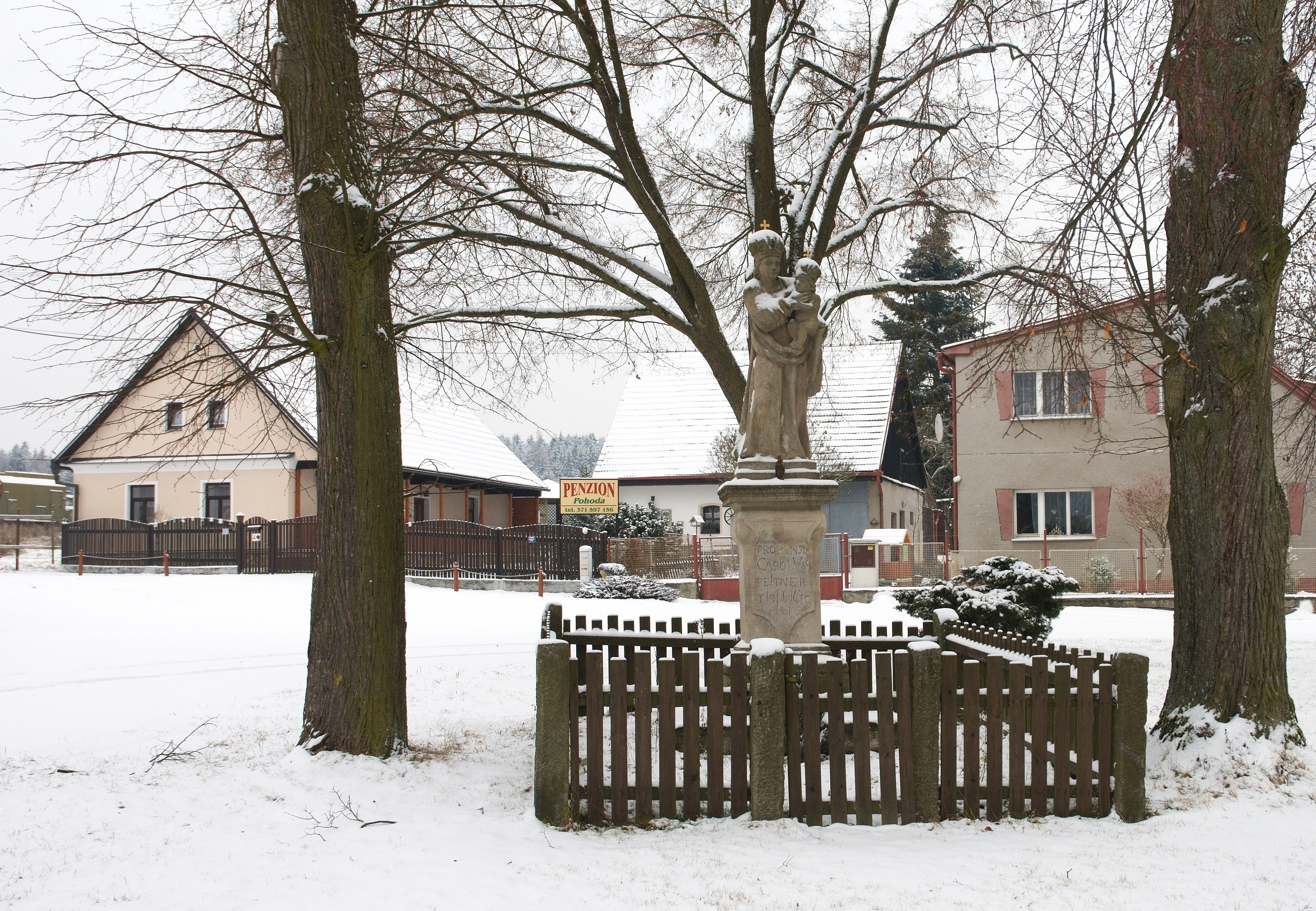
Panna Marie Svatohorská

- Socha Panny Marie Svatohorské na návsi

## Osobnosti
- Josef Linda (1789–1834), spisovatel, dramatik, novinář, pravděpodobný falzifikátor a významná postava ve sporu o Rukopisy.
- Ludvík Lošťák (1862–1918), básník, hudební skladatel a publicista[7]

## Galerie

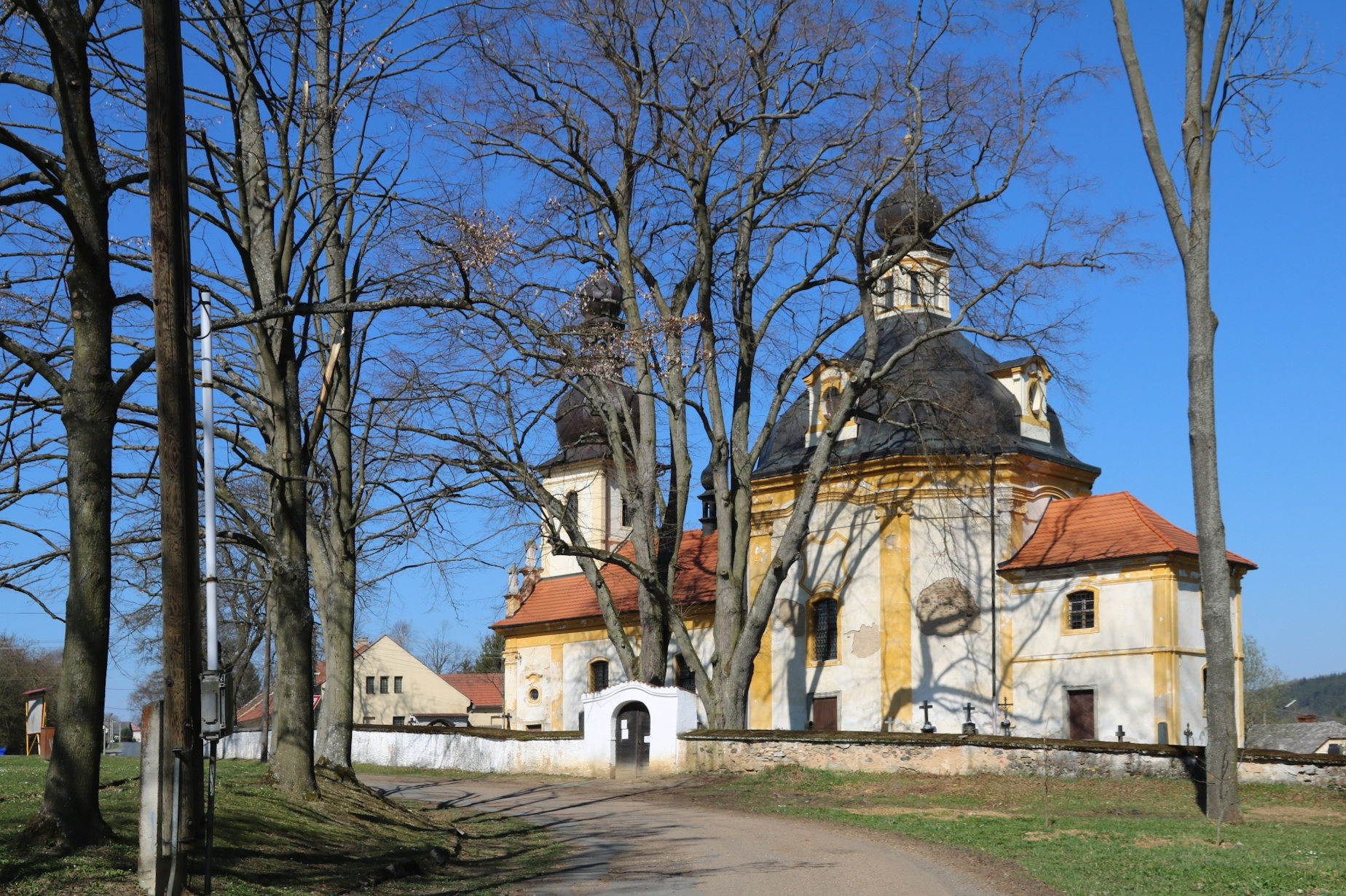
Kostel sv. Jana Nepomuckého
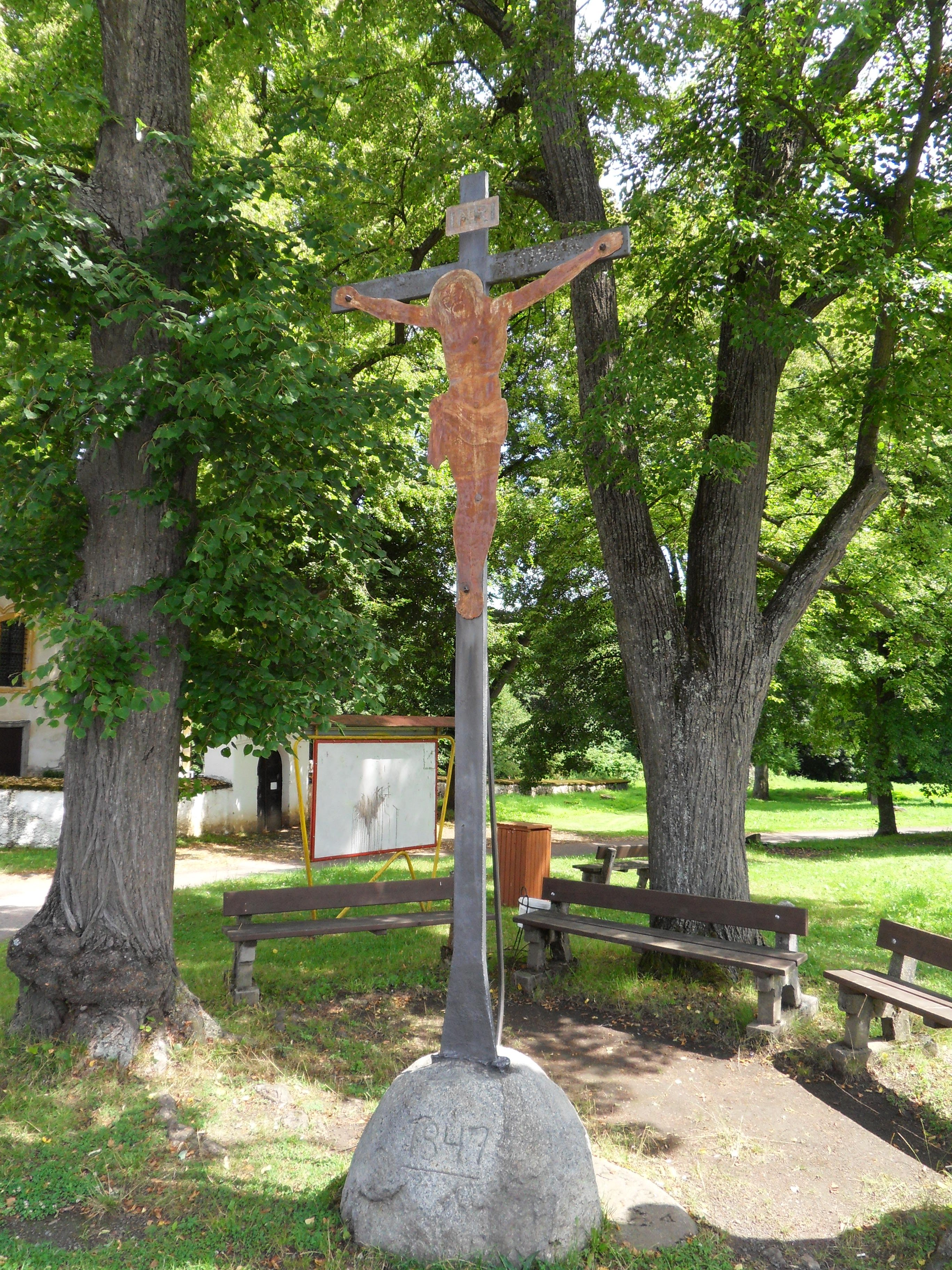
Kříž u kostela
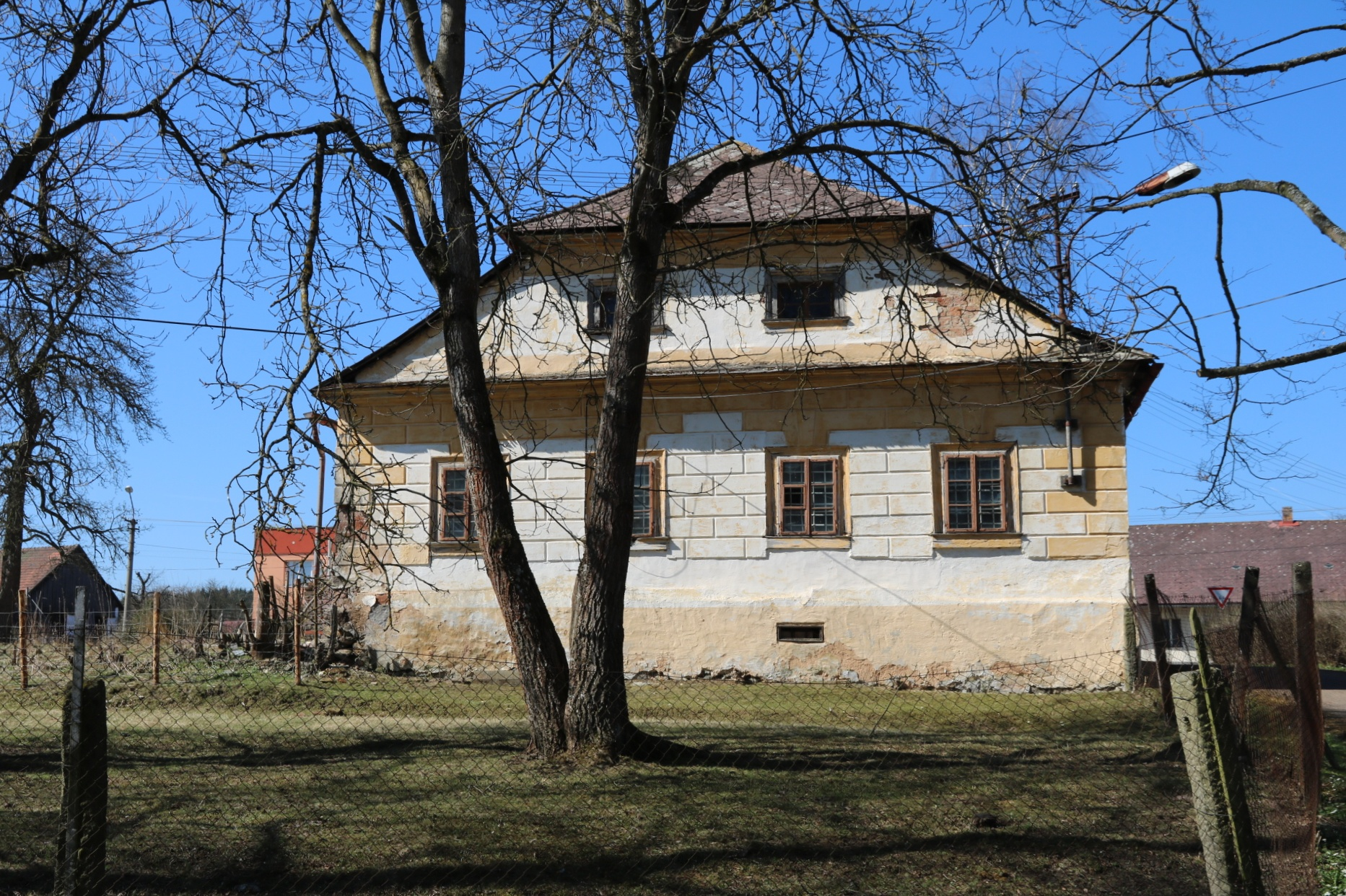
Fara (bývalý zámeček)
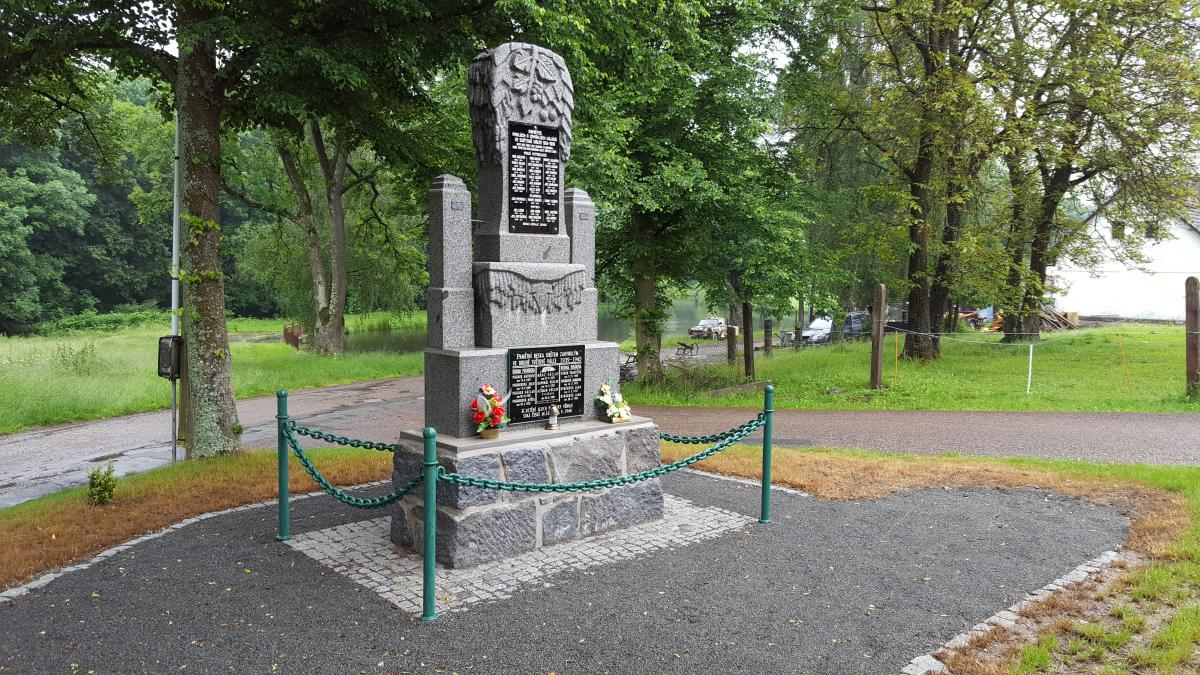
Pomník padlým
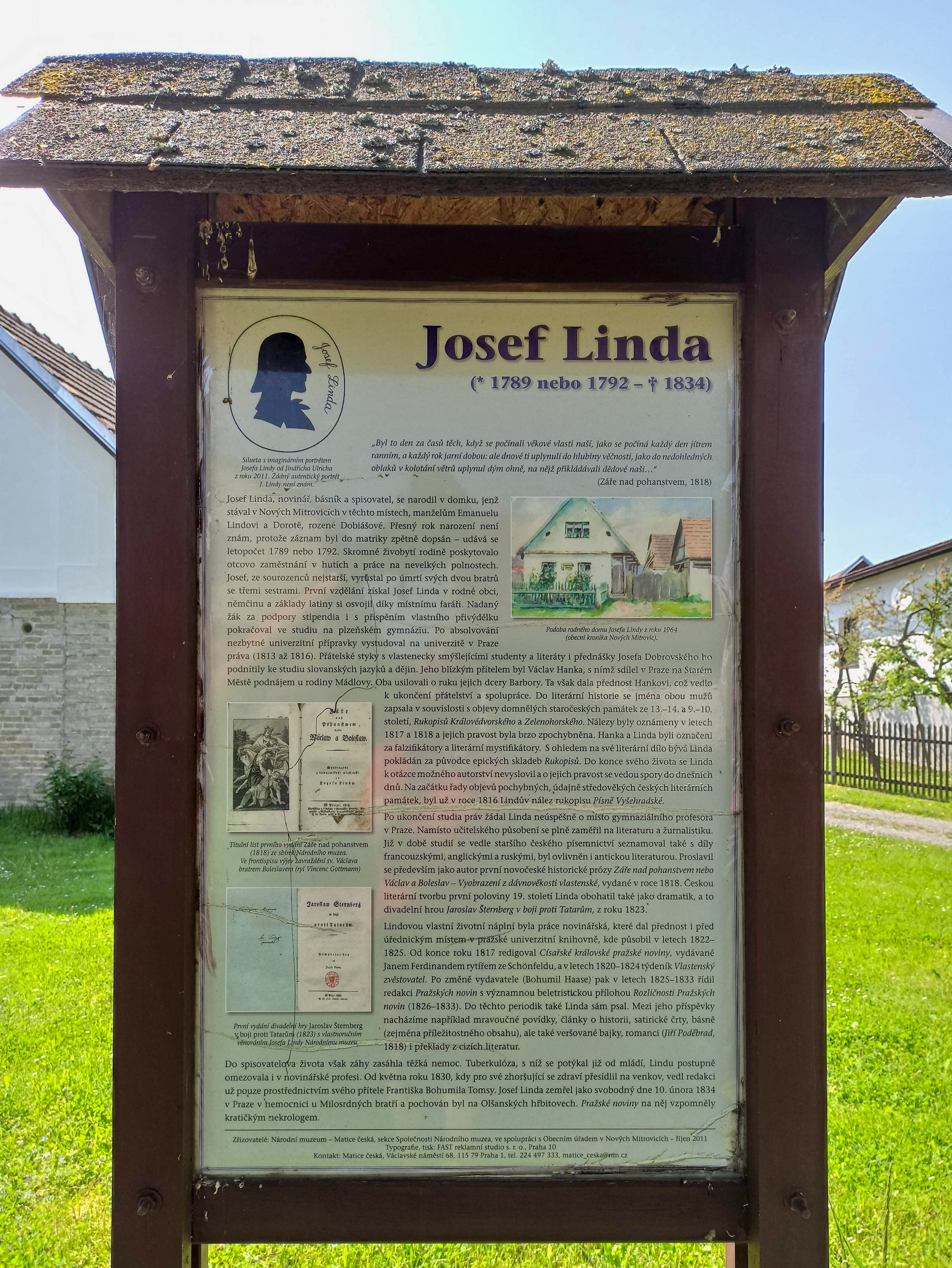
Josef Linda - informační tabule
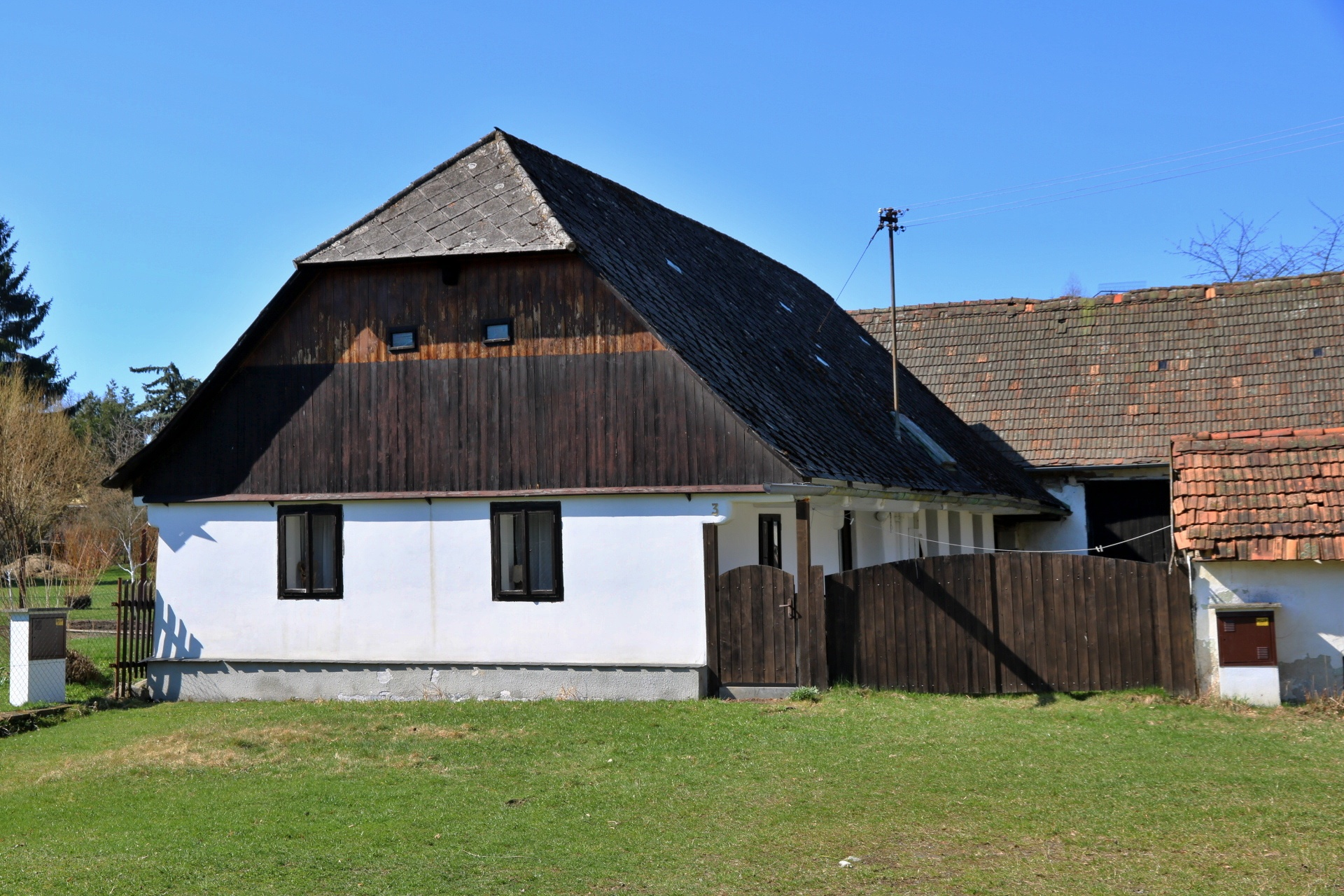
Lidová architektura
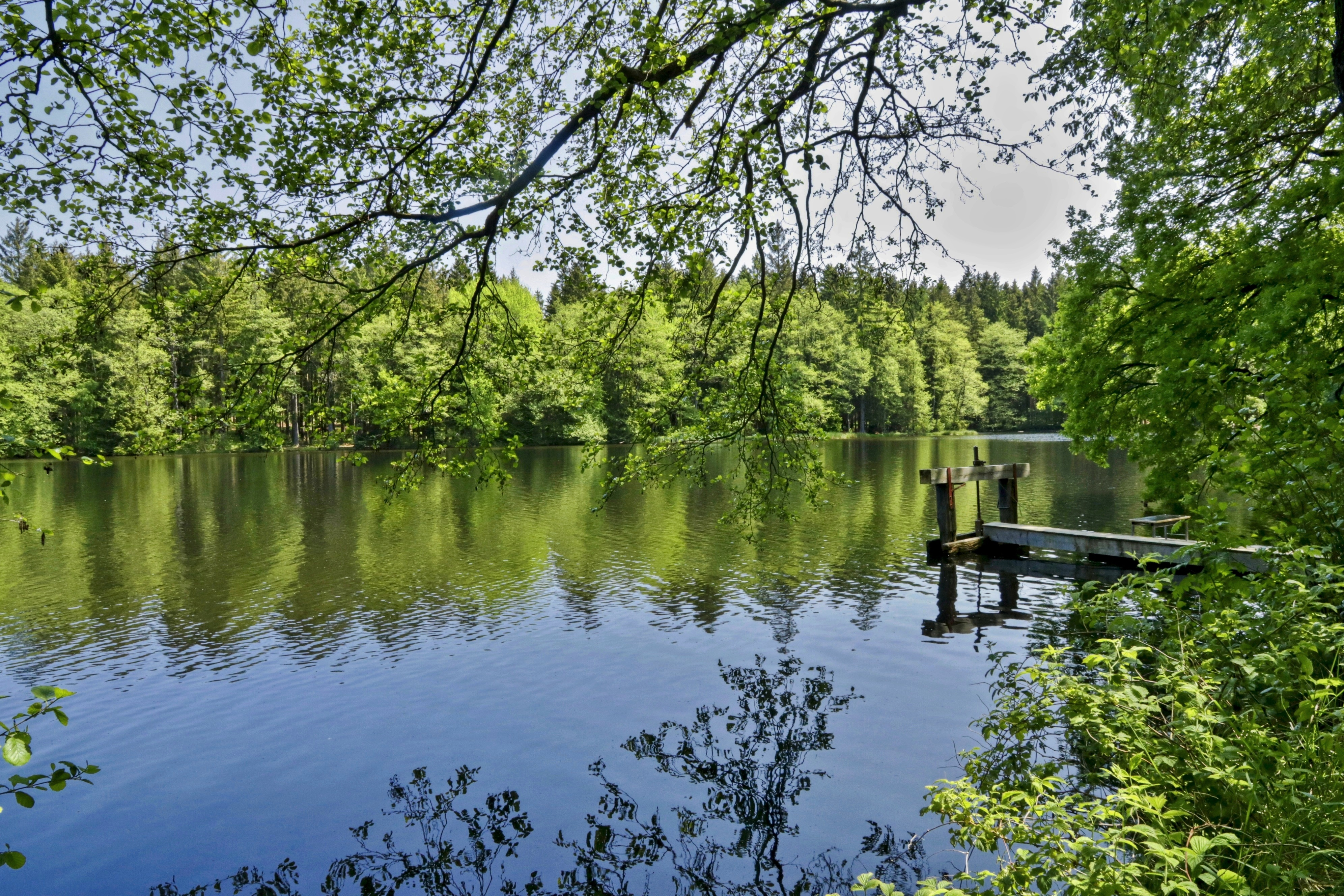
Rybník Drahota
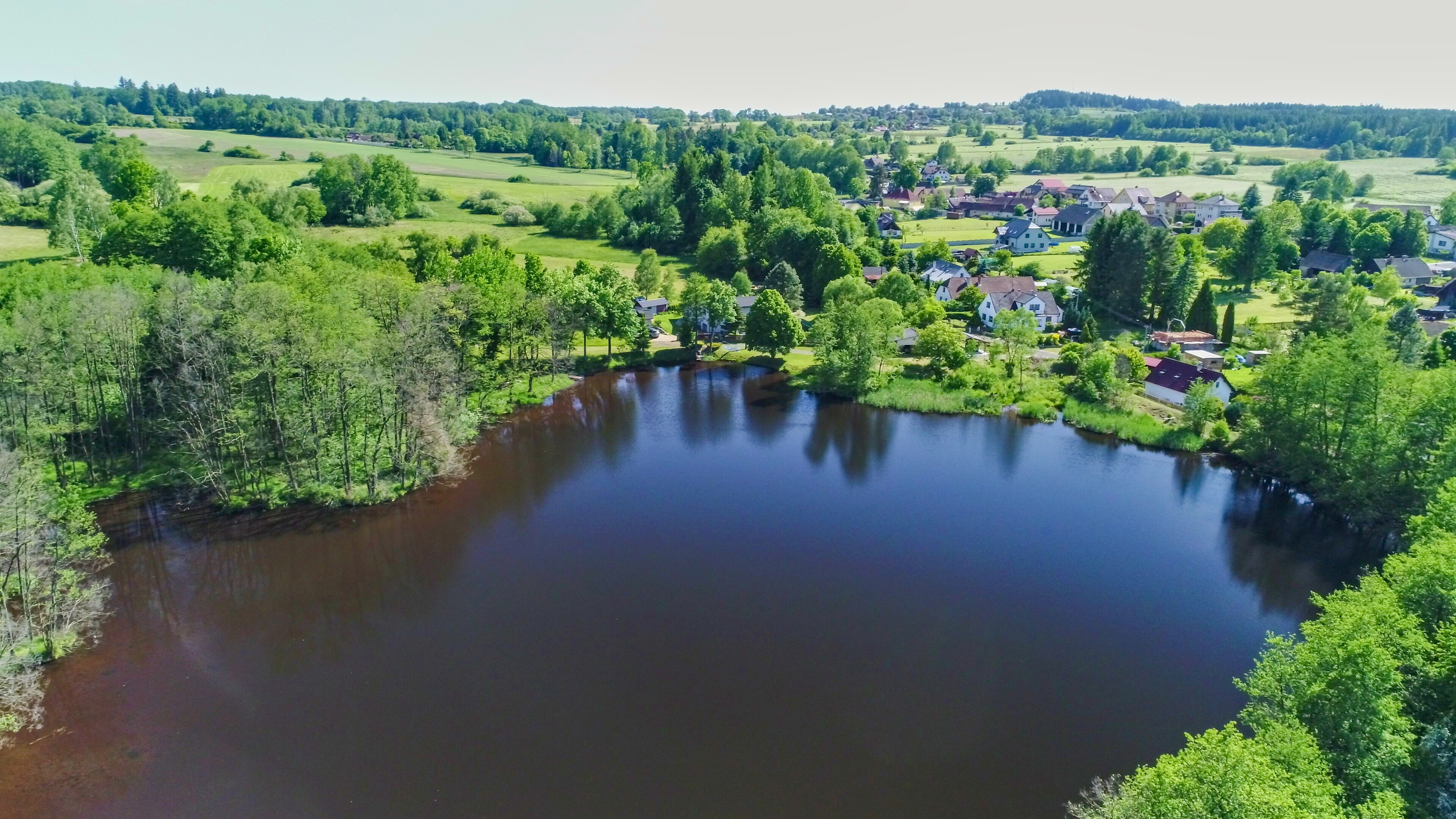
Rybník Kolářík